# Araš Mir'esmaejlí
Araš Mir'esmaejlí (persky آرش میراسماعیلی‎ nebo anglicky Arash Miresmaeili; * 3. března 1981 v Chorem'ábádu, Írán) je bývalý íránský zápasník – judista.

## Sportovní kariéra
S judem začal v 9 letech v rodném Chorem'ábádu. Připravoval se pod vedením Mohameda Rezy. Jeho předností byl souboj zblízka, kde dominoval především zvedačkami (pick-ups). Jeho tokui-waza byla technika te-guruma (varianta techniky Sukui-nage). Patřil ke sportovcům, kteří se objevovali pouze na vrcholných sportovních akcích.
V roce 2000 na olympijských hrách v Sydney jako 19letý mladík na medaili nedosáhl. Za čtyři roky odjížděl jako dvojnásobný mistr světa na olympijské hry v Athénách. Do bojů však nezasáhl, protože nedokázal shodit potřebná kila. Spekulovalo se úmyslu do soutěže nezasáhnout kvůli soupeři v prvním kole, kterým byl Izraelec Ehud Vaks. Podmět ke spekulacím dala íránská strana, která ho místo pokárání oslavovala jako olympijského vítěze. On samotný se k tomuto činu oficiálně nevyjádřil.
V dalších letech pokračoval v kvalitních výkonech. V roce 2008 patřil na olympijských hrách v Pekingu k favoritům. Prohrál ve druhém kole s pozdějším vítězem Japoncem Masato Učišibou na šido. Po olympijských hrách se stále více věnoval politické činnosti. Ve volbách podporoval Mohsena Rezájího a na trénink mu nezbýval čas. Naposledy se na mezinárodní scéně objevil v roce 2011.

## Výsledky
| Turnaj            | 1999           | 2000           | 2001           | 2002           | 2003           | 2004           | 2005           | 2006           | 2007           | 2008           | 2009           | 2010           | 2011           |
| Turnaj            | 18             | 19             | 20             | 21             | 22             | 23             | 24             | 25             | 26             | 27             | 28             | 29             | 30             |
| Turnaj            | pololehká váha | pololehká váha | pololehká váha | pololehká váha | pololehká váha | pololehká váha | pololehká váha | pololehká váha | pololehká váha | pololehká váha | pololehká váha | pololehká váha | pololehká váha |
| ----------------- | -------------- | -------------- | -------------- | -------------- | -------------- | -------------- | -------------- | -------------- | -------------- | -------------- | -------------- | -------------- | -------------- |
| Olympijské hry    |                | 5.             |                |                |                | DQ             |                |                |                | úč.            |                |                |                |
| Mistrovství světa | úč.            |                | 1.             |                | 1.             |                | 3.             |                | 3.             |                | —              | —              | —              |
| Asijské hry       |                |                |                | 7.             |                |                |                | 2.             |                |                |                | 7.             |                |
| Mistrovství Asie  | 1.             | 5.             | 1.             |                | —              | —              | 2.             |                | 3.             | 1.             | —              |                | 5.             |
| MS juniorů        |                | 2.             |                |                |                |                |                |                |                |                |                |                |                |